# 타이타타베타현

타이타타베타현

타이타타베타현(Taita-Taveta County)은 케냐를 구성하는 47개 현 가운데 하나로 현도는 음와타테이며 면적은 17,083.9km2, 인구는 284,657명(2009년 기준)이다. 2013년에 실시된 행정 구역 개편에 따라 해안주에서 분리되어 신설되었다. 북서쪽으로는 카지아도현, 북쪽으로는 마쿠에니현, 키투이현, 타나리버현, 동쪽으로는 키투이현, 콸레현과 접하며 남쪽과 남서쪽으로는 탄자니아와 국경을 접한다.

## 인구
| 연도                                         | 인구    | ±%     |
| -------------------------------------------- | ------- | ------ |
| 1969                                         | 110,742 | —      |
| 1979                                         | 147,597 | +33.3% |
| 1989                                         | 207,273 | +40.4% |
| 1999                                         | 246,671 | +19.0% |
| 2009                                         | 284,657 | +15.4% |
| 2019                                         | 340,671 | +19.7% |
| Kenya Administrative Divisions: 2019 Census: |         |        |